# Pedicularis multicaulis
Pedicularis multicaulis är en snyltrotsväxtart som beskrevs av Bonati. Pedicularis multicaulis ingår i släktet spiror, och familjen snyltrotsväxter. Inga underarter finns listade i Catalogue of Life.